# Condado da Apúlia e Calábria
Condado da Apúlia e Calábria foi um Estado normando fundado no sul da Itália em 1042 por membros da Casa de Altavila, e que existiu até 1059, quando foi elevado a ducado. Estava centrado em Melfi. Seus condes foram Guilherme I (r. 1042–1046), Drogo (1046–1051), Anfredo (r. 1051–1057) e Roberto (r. 1057–1059).